# Sirupartikel

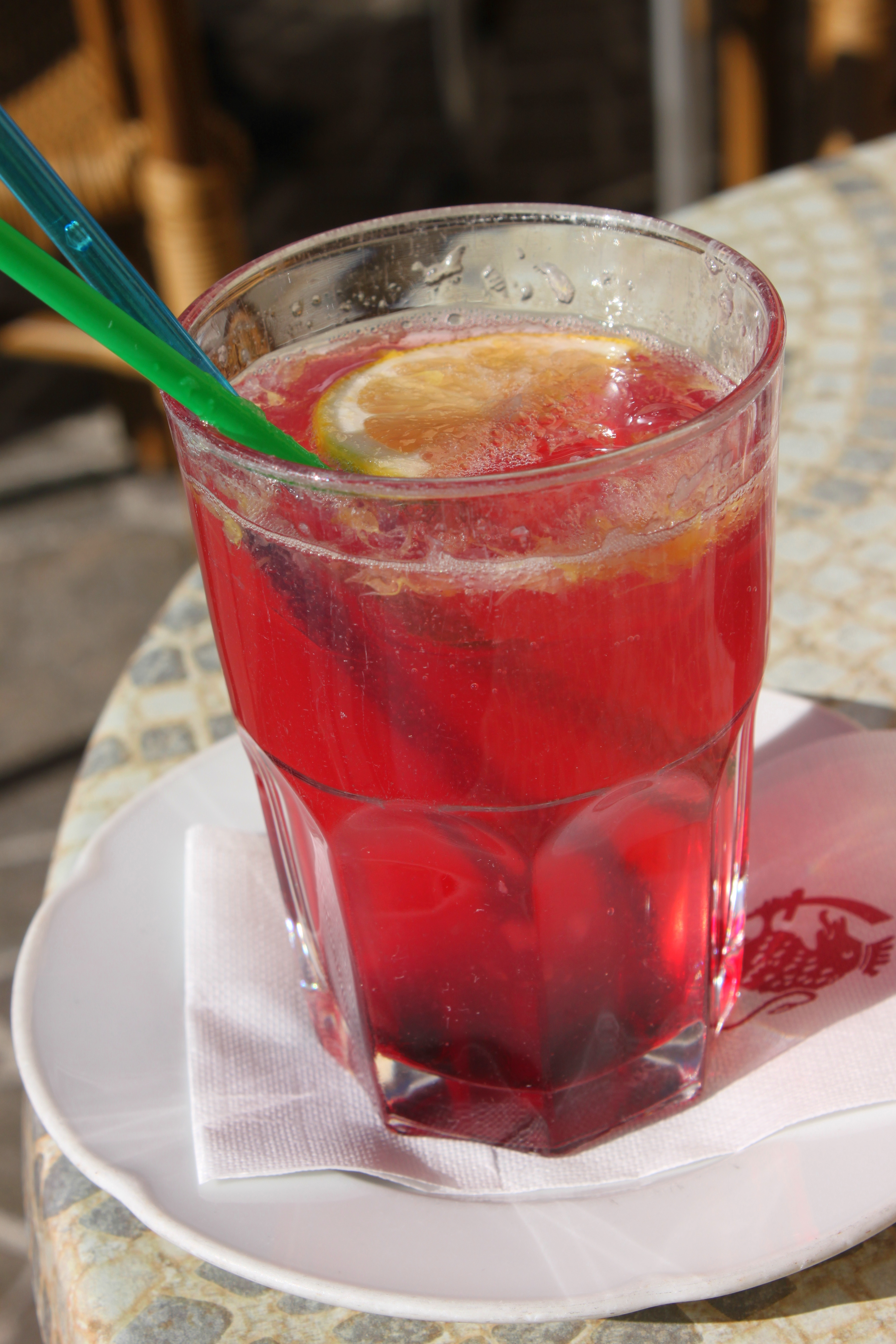
Ein Sirup, nach dem Sirupartikel benannt sind

Der Begriff Sirupartikel bezeichnet in der Schweiz eine Art Gesetzesartikel auf kantonaler Stufe, der der Alkoholprävention dient und in dem Anbieter alkoholischer Getränke verpflichtet werden, günstigere nicht-alkoholische Getränke anzubieten. In Deutschland wird die ähnliche, im Jahr 2002 eingeführte Regelung teils als Apfelsaft-Paragraph bezeichnet.
Obwohl die Bezeichnung salopp klingt – sie bezieht sich auf Sirup im Sinne eines harmlosen Getränks für Kinder –, findet sie sowohl in Amtssprache als auch in Fachliteratur Verwendung, es handelt sich dabei also um einen terminus technicus. So benutzen beispielsweise sowohl das Bundesamt für Gesundheit als auch der Kommentar zum Bernischen Verwaltungsrecht («Aus gesundheitspolizeilichen Gründen enthält das bernische Recht insbesondere auch den sog. Sirupartikel») den Begriff.

## Rechtliche Grundlage
Die Kantone sind nach schweizerischem Recht zuständig für alle Gebiete, für die sich nicht ausdrücklich der Bund zuständig erklärt (Art. 3 BV). Aufgrund mangelnder Zuständigkeit des Bundes sind daher die Kantone zuständig für das Gebiet der Alkoholprävention. 
Aufgrund der kantonalen Kompetenz sind die angewandten Massnahmen im Bereich der Alkoholprävention entsprechend vielfältig und von Kanton zu Kanton unterschiedlich. Dennoch gibt es einige Gemeinsamkeiten, wie insbesondere den Sirupartikel. 

## Ausgestaltung
Der Sirupartikel verpflichtet Wirte dazu, eine bestimmte Anzahl nicht-alkoholischer Getränkte billiger anzubieten als das billigste alkoholische Getränk mit der gleichen Menge. So soll einerseits generell das Preisdumping im Bereich des Alkoholverkaufs vermindert werden. Andererseits sollen Konsumenten – insbesondere Jugendliche – nicht dazu verleitet werden, nur aus Kostengründen Alkohol zu konsumieren.
Die konkrete Ausgestaltung variiert dabei von Kanton zu Kanton – einige Kantone verfügen gar über keinerlei derartige Regelung. Weit verbreitet ist jedoch die Verpflichtung, drei billigere nicht-alkoholische Getränke anbieten zu müssen. So bestimmt beispielsweise Art. 28 des bernischen Gastgewerbegesetzes (GGG):
«Gastgewerbebetriebe mit Alkoholausschank haben mindestens drei alkoholfreie Getränke billiger anzubieten als das billigste alkoholhaltige Getränk in der gleichen Menge.»

## Übersicht über die kantonalen Regelungen
Im Folgenden eine Übersicht über die geltenden Regeln, aufgefächert nach Kantonen:
| Kanton                 | Regelung | Anzahl alkoholfreier Getränke | Bemerkungen                             |
| ---------------------- | -------- | ----------------------------- | --------------------------------------- |
| Aargau                 | Ja       | eine Auswahl                  |                                         |
| Appenzell Innerrhoden  | Ja       | eine Auswahl                  |                                         |
| Appenzell Ausserrhoden | Ja       | mindestens 3                  |                                         |
| Bern                   | Ja       | mindestens 3                  |                                         |
| Basel-Landschaft       | Ja       | mindestens 2                  |                                         |
| Basel-Stadt            | Ja       | mindestens 3                  |                                         |
| Freiburg               | Ja       | mindestens 3                  |                                         |
| Genf                   | Ja       | mindestens 3                  | Hinweis auf nicht-alkoholisches Angebot |
| Glarus                 | Nein     |                               |                                         |
| Graubünden             | Ja       | eine Auswahl                  |                                         |
| Jura                   | Ja       | mindestens 3                  |                                         |
| Luzern                 | Ja       | mindestens 3                  |                                         |
| Neuenburg              | Ja       | mindestens 3                  | Hinweis auf nicht-alkoholisches Angebot |
| Nidwalden              | Ja       | eine Auswahl                  |                                         |
| Obwalden               | Ja       | eine Auswahl                  |                                         |
| St. Gallen             | Ja       | mindestens 3                  |                                         |
| Schaffhausen           | Ja       | eine Auswahl                  |                                         |
| Solothurn              | Ja       | mindestens 3                  |                                         |
| Schwyz                 | Nein     |                               |                                         |
| Thurgau                | Nein     |                               |                                         |
| Tessin                 | Ja       | mindestens 3                  |                                         |
| Uri                    | Ja       | eine Auswahl                  |                                         |
| Waadt                  | Ja       | mindestens 3                  | Hinweis auf nicht-alkoholisches Angebot |
| Wallis                 | Ja       | eine Auswahl                  |                                         |
| Zug                    | Nein     |                               |                                         |
| Zürich                 | Ja       | eine Auswahl                  |                                         |

(Stand: 8. Juni 2017; Quelle: Bundesamt für Gesundheit)